# Підгорівська сільська рада
| Підгорівська сільська рада — колишній орган місцевого самоврядування у Старобільському районі Луганської області з адміністративним центром у с. Підгорівка. Історична дата утворення: в 1938 році. Водоймища на території, підпорядкованій даній раді: р-ки Біла, Айдар. Сільській раді підпорядковані населені пункти: - с. Підгорівка |

## Склад ради
Рада складається з 20 депутатів та голови.

### Керівний склад ради
| ПІБ                       | Основні відомості                                                         | Дата обрання | Дата звільнення |
| ------------------------- | ------------------------------------------------------------------------- | ------------ | --------------- |
| Череватий Сергій Іванович | Сільський голова, 1954 року народження, освіта, безпартійний              | 26.03.2006   | 31.10.2010      |
| Череватий Сергій Іванович | Сільський голова, 1953 року народження, освіта вища, член Партії регіонів | 31.10.2010   |                 |

Примітка: таблиця складена за даними джерела